# Ctenodecticus granatensis
Ctenodecticus granatensis är en insektsart som beskrevs av Pascual 1978. Ctenodecticus granatensis ingår i släktet Ctenodecticus och familjen vårtbitare. Inga underarter finns listade i Catalogue of Life.